# Сенокос (картина Бастьен-Лепажа)
«Сенокос» (фр. Les foins) — картина, написанная  в 1877 году французским художником Жюлем Бастьен-Лепажем (Jules Bastien-Lepage, 1848—1884). Принадлежит музею Орсе в Париже. Размер картины — 160 × 195 см. Также употребляется название «Отдых в поле».

## История
Картина была представлена публике на Парижском салоне 1878 года.
Картина была приобретена Музеем в Люксембургском саду на посмертной распродаже произведений Бастьен-Лепажа, которая происходила  в 1885 году в парижской галерее Жоржа Пети (фр. Galerie Georges Petit). Кураторы музея выбирали между ней и картиной Бастьен-Лепажа «Деревенская любовь». В результате их выбор остановился на «Сенокосе», а «Деревенская любовь» попала в коллекцию Сергея Третьякова, и затем в Государственный музей изобразительных искусств имени А. С. Пушкина.
С 1929 года по 1980 год картина «Сенокос» находилась в собрании Лувра, а в 1980 году она была передана в музей Орсе, где она и находится до сих пор.

## Описание
На картине изображены отдыхающие от тяжёлой работы крестьяне — мужчина и женщина. Мужчина лежит на скошенной траве, накрыв голову соломенной шляпой, из-под которой видна его борода, а самого́ лица не видно. Молодая женщина-крестьянка сидит, но её поза и выражение лица также выдают крайнюю усталость. Можно отметить «фотографичность» композиции картины: линия горизонта поднята довольно высоко, так что большая часть заднего плана занята полем, скошенной травой и стогами, и только в самой верхней части видна небольшая полоска неба.  

## Отзывы и критика
Эмиль Золя называл Бастьен-Лепажа «внуком Милле и Курбе», а картину «Сенокос» считал шедевром натурализма в живописи.
Искусствовед Нина Яворская так писала об этой картине:
Лучшая картина Бастьен-Лепажа «Сенокос», выставленная в Салоне 1878 года, далека от идиллической интерпретации крестьянской темы, которая характерна для других полотен художника. В ней правдиво изображены крестьяне, уставшие от работы под палящим солнцем. Выразительно переданы фигуры крестьянина, лежащего в изнеможении, и сидящей на земле крестьянки; во всей позе, в опущенных руках, в повороте головы женщины чувствуется усталость. Зритель ощущает, какого труда стоит этой женщине сделать сейчас хотя бы малейшее движение. За эту правдивость Бастьен-Лепажа очень ценил Репин.